# 泉州公交旅游4路
泉州公交旅游4路是中华人民共和国泉州市境内的一条公共交通线路，原名K502路，全程28.9公里。起讫点为开元盛世广场至福厦高铁泉州东站，运营时间为开元盛世广场：6:00-22:07；福厦高铁泉州东站 6:20-23:10。
该线为大泉州范围内开通的第一条城市公交线路。

## 历史
- 1963年1月15日，泉州运输站发布开通通告。其中1路定为由泉州车站（旧车站）始发，停靠南门、侨光、涂山街口、钟楼、东古楼(现泉州一院)、东门、鹿园(现坪山路口)、仕公岭、华侨大学、琯头、桥南至洛阳站始发终到。[1]
- 1963年1月25日，原泉州市公交公司（公交集团前身）正式开通1路。初期运行区间为泉州车站-洛阳，初期运行时间为泉州车站6:40-16:05、洛阳7:30-17:00。[2]初期使用车辆为1部单机大客车，票价全程0.5元/人。[3]
- 1966年夏，因文革爆发。1路无法穿越南北分区运营，取消途经南门、侨光、涂山街口，改为由体育场始发，经中山北路至钟楼后原线行驶。
- 1978年，因路号修编，原1路更名为3路。
- 1979年，3路取消途径东街、中山北路，改为途径福厦公路、九一街至文化宫始发终到
- 1990年，3路班次密度增加至每日24班
- 1992年1月，因3路小巴开通运营，原3路更名为洛阳专线。
- 1995年11月3日，泉州公交将洛阳专线更名为13路，取消途径温陵北路、九一街、文化宫，恢复途径东街、中山北路至体育场始发终到，并更换为8部牡丹牌小巴。票价调整为分段计价2元/人，运营时间调整为双向6:00-18:20[4][5]
- 2002年10月1日，13路更换为20部亚星JS6730C79型柴油空调客车[6][7]
- 2004年11月1日，13路开通夜班服务。运营时间调整为二院6:15-21:10、洛阳6:06-20:34[8]
- 2006年6月1日，13路自洛阳，经由G324延伸至杏田始发终到，而夜班终点调整为洛阳屿头，票价调整为分段计价3元/人[9][10]
- 2008年8月18日，13路一部运营车辆于火烧桥与一部电动车相撞，造成电动车骑手受伤
- 2010年7月，因沈海高速过坑跨线桥被自燃的油罐车烧毁需要进行重建施工，13路取消途径城华北路，改为途径城东街、安吉路至万虹路后原线行驶
- 2010年8月21日，13路恢复途径途径城华北路，取消途径城东街、安吉路[11]
- 2010年9月28日，13路更换为23部福达FZ6890UF3G3型柴油空调城市客车。
- 2011年10月18日，13路部分班次自杏田经由杏秀路延伸至-泉州台商投资区始发终到，延伸班次为每半小时一班，全程票价调整为分段计价4元/人。
- 2012年10月23日，13路启用无人售票制度[12]。同日，因杏秀路道路施工，13路运行区间缩短为二院-杏田，全程票价降为3元/人。原缩线区间改为开通13路复线，复线初期运营区间为杏田-泉州台商投资区，初期运营时间为双向7:00-18:05、初期票价为分段计价2元/人，使用车辆为2部亚星JS6880C93H型空调柴油城市客车。[13]
- 2014年3月11日，因北迎宾大道火烧桥高架建设需要，13路取消停靠火烧桥站
- 2014年4月13日，因建设万虹高架桥的需要，13路取消停靠航空旅游城、杏宅村、安泰路口，改为左转丰海路绕行[14]
- 2014年8月11日，因薪资待遇纠纷，13路6部运营车辆于当日6时至7时半罢工，当日8时，该6部车辆罢工结束[15]
- 2014年9月5日，13路一部运营车辆在途径石船站附近时，因车速过快刹车不及，追尾一部快运车辆。造成13路车内5人受伤[16]。同日，13路闽CYA055号车在途径明日广场站时，因票价纠纷，乘客牟某使用刀具捅伤该车刘姓司机，造成刘姓司机左肾被切除[17]
- 2014年11月，13路增加自43（现K2路）退下的2部FZ6890UF3G3，配车数达到25部
- 2015年2月15日，应泉州市交通委关于《环泉州湾公交发展规划》的要求，泉州公交将13路更名为K502路[18]
- 2015年6月2日，K502路闽CYA033号车在途径泉州一院站时，遭遇来自后方2路运营车辆追尾，造成K502路该车后挡风玻璃破损[19]
- 2015年12月15日，因706路开通，为避免运能重复，13路复线自该月起撤销并停止运营，原配2部JS6880C93H闲置。
- 2016年3月24日，因北迎宾大道改造完成后未预留华大北门（北侧）站台，K502路自该日起单向取消停靠华大北门（北侧）[20]
- 2017年3月22日，因弥补19路撤出桥南的公交线路空白，K502路取消途径航空旅游城，改为途径洛滨路至洛阳闸桥后原线行驶
- 2017年7月1日，因西街东段分时段限行的需要，K502路自该日起延伸至中山公园始发终到[21]
- 2017年9月，因K501路撤出开元盛世广场，且中山公园首末站受到爱国路改造影响，K502路延伸至开元盛世广场始发终到
- 2018年7月6日，K502路部分更换为10部金旅XML6855JEVW0C和6部大金龙XMQ6802AGBEVL2型空调电动巴士，并退下16部FZ6890UF3G3封存
- 2018年11月10日，K502路部分与11路互换车辆，K502路接手并更换自11路退下的16部FZ6890UF3G3，并退下10部XML6855JEVW0C、6部XMQ6802AGBEVL2至11路，配车数不变
- 2019年3月23日，K502路全线更换为自K307路、K2路等线路退下的25部XML6855JEVW0C，原有FZ6890UF3G3退役。并同时启用泉城通APP及支付宝、云闪付乘车码支付功能
- 2020年1月26日，为配合惠安县交通局及台投区规划建设与交通局关于新型冠状病毒肺炎防控要求。K502路自当日14:00起暂停运行至2月17日。[22][23]
- 2020年2月18日，K502路自该日起恢复运营。
- 2021年9月13日，应台商投资区疫情应急指挥部要求。自当日16:30起，K502路暂停运营至9月30日。[24]
- 2021年10月1日，K502路自该日起恢复运营。[25]
- 2022年3月15日，因疫情防控工作需要，K502路自该日起暂停运营至4月19日。[26]
- 2022年4月20日，K502路恢复运营。[27]
- 2022年8月5日，K502路自该日起增停桥南村站，取消停靠仕公岭站。同日，因泉州东站将于兴泉铁路通车后拆除，原火车东站更名为黄林新村站。[28]
- 2022年12月30日，自该日起K502路往开元盛世广场单向增停蓬莱路口站。[29]
- 2023年9月28日，因泉州东站开通运营接驳需要，K502路自该日起取消进入杏田公交站，改为经由杏秀路、东纬一路延伸至福厦高铁泉州东站始发终到。运营时间调整为开元盛世广场 6:15-22:07、福厦高铁泉州东站6:20-22:50，华光学院夜班终点亦同步取消。[30]
- 2024年3月30日，自该日起K502路开元盛世广场首班由6:15提前至6:00，福厦高铁泉州东站末班由22:50延迟至23:10发车。[31]
- 2024年11月1日，因优化调整，自该日起K502路再次更名为旅游4路，配车更换为24部大金龙XMQ6870AGBEVL型空调电动巴士。并增加杏田村站为分段点，全程票价再次调整为4元/人。[32]

## 站点
| 路线 | 路线 | 路线 | 所在地区、街道 | 所在地区、街道          | 站点名             | 备注                 |
| ---- | ---- | ---- | -------------- | ----------------------- | ------------------ | -------------------- |
|      |      |      | 鲤城区         | 城北路                  | 开元盛世广场       | 起讫站               |
|      |      |      | 鲤城区         | 城北路                  | 城北路西段         | 原名 汽车西站        |
|      |      |      | 鲤城区         | 城北路                  | 朝天门             |                      |
|      |      |      | 鲤城区         | 北门街                  | 北门街             |                      |
|      |      |      | 鲤城区         | 中山北路                | 华侨新村           |                      |
|      |      |      | 鲤城区         | 中山北路                | 医大二院鲤城院区   |                      |
|      |      |      | 鲤城区         | 东街                    | 钟楼               |                      |
|      |      |      | 鲤城区         | 东街                    | 泉州一院           |                      |
|      |      |      | 鲤城区         | 东街                    | 东门               |                      |
|      |      |      | 丰泽区         | 东湖街                  | 泉州华侨历史博物馆 | 原名 东湖影院        |
|      |      |      | 丰泽区         | 东湖街                  | 侨乡体育馆         | 泉州海外交通史博物馆 |
|      |      |      | 丰泽区         | 东湖街                  | 圣墓               |                      |
|      |      |      | 丰泽区         | 东湖街                  | 坪山路口           |                      |
|      |      |      | 丰泽区         | 城华南路 (北迎宾大道)   | 蓬莱路口           | ↑                    |
|      |      |      | 丰泽区         | 城华南路 (北迎宾大道)   | 明日广场           | 分段点               |
|      |      |      | 丰泽区         | 城华南路 (北迎宾大道)   | 黄林新村           | 原名 火车东站        |
|      |      |      | 丰泽区         | 城华南路 (北迎宾大道)   | 火烧桥             | 华大电商园           |
|      |      |      | 丰泽区         | 城华北路 （北迎宾大道） | 华侨大学           |                      |
|      |      |      | 丰泽区         | 城华北路 （北迎宾大道） | 华大北大门         |                      |
|      |      |      | 洛江区         | 城华北路 （北迎宾大道） | 洛江交警大队       | ↑                    |
|      |      |      | 洛江区         | 安吉路                  | 吉源小区           | ↑                    |
|      |      |      | 洛江区         | 安顺路                  | 琯头               | ↓                    |
|      |      |      | 洛江区         | 万荣街                  | 洛江邮政局         | ↓                    |
|      |      |      | 洛江区         | 万荣街                  | 洛江土地局         | ↓                    |
|      |      |      | 洛江区         | 万荣街                  | 洛江区政府         |                      |
|      |      |      | 洛江区         | 万荣街                  | 洛江信和           |                      |
|      |      |      | 洛江区         | 安达路                  | 万源花苑           |                      |
|      |      |      | 洛江区         | 万福街                  | 首富商城           |                      |
|      |      |      | 洛江区         | 安泰路                  | 万安农贸市场       |                      |
|      |      |      | 洛江区         | 万发街                  | 洛阳桥             | 桥南                 |
|      |      |      | 洛江区         | 洛滨路                  | 桥南村             | 分段点 原名 洛滨路口 |
|      |      |      | 台投区         | 洛阳大道 324国道        | 洛阳交警中队       |                      |
|      |      |      | 台投区         | 洛阳大道 324国道        | 洛阳三角牌         |                      |
|      |      |      | 台投区         | 洛阳大道 324国道        | 洛阳               |                      |
|      |      |      | 台投区         | 洛阳大道 324国道        | 洛阳镇政府         |                      |
|      |      |      | 台投区         | 洛阳大道 324国道        | 华光学院           | 原名 洛阳屿头        |
|      |      |      | 台投区         | 洛阳大道 324国道        | 白沙路口           |                      |
|      |      |      | 台投区         | 洛阳大道 324国道        | 前园               |                      |
|      |      |      | 台投区         | 洛阳大道 324国道        | 下曾               | 森美                 |
|      |      |      | 台投区         | 洛阳大道 324国道        | 南北大道路口       |                      |
|      |      |      | 台投区         | 洛阳大道 324国道        | 堂头               |                      |
|      |      |      | 台投区         | 洛阳大道 324国道        | 泉州市委党校       |                      |
|      |      |      | 台投区         | 洛阳大道 324国道        | 杏田村口           |                      |
|      |      |      | 台投区         | 杏秀路                  | 杏田村             | 分段点               |
|      |      |      | 台投区         | 杏秀路                  | 锦厝村             |                      |
|      |      |      | 台投区         | 杏秀路                  | 杏秀路中段         |                      |
|      |      |      | 台投区         | 杏秀路                  | 新沙村             |                      |
|      |      |      | 台投区         | 杏秀路                  | 玉坂村             | ↑                    |
|      |      |      | 台投区         | 凤仑街 原 东纬一路      | 玉坂村口           |                      |
|      |      |      | 台投区         | 凤仑街 原 东纬一路      | 福厦高铁泉州东站   | 起讫站               |

## 票价
旅游4路为分段计价，全程¥4.0。其中：
- 开元盛世广场至明日广场：1元/人
- 明日广场至桥南村：1元/人
- 桥南村至杏田村：1元/人
- 杏田村至福厦高铁泉州东站：1元/人
- 泉通卡普通卡9折，月票卡优惠无效、敬老卡、爱心卡有效
- 可使用泉城通APP及支付宝、云闪付、微信乘车码支付

## 配车
旅游4路配车数总计24部，其中：
- 大金龙XMQ6870AGBEVL 24部

- 福达FZ6890UF3G3
（2010.9 - 2019.3）
- 大金龙XMQ6802AGBEVL2
（2018.7 - 2024.10）
- 金旅XML6855JEVW0C
（2018.7 - 2018.11 / 2019.3 - 2024.10）
- 大金龙XMQ6870AGBEVL
（2024.11 - ）

## 相关
- 泉州公交线路列表